# Air-France-Flug 296
Der Air France Flug 296 war ein Charterflug eines kurz zuvor ausgelieferten Fly-by-wire-Airbus A320-111 der Air France. Am 26. Juni 1988 war es als Teil einer Flugschau geplant, dass der neue Airbus nach seinem Start vom Flughafen Basel-Mülhausen über dem nahegelegenen Flugplatz Mülhausen-Habsheim einen Vorbeiflug absolviert. Dabei sollte er vor laufenden Fernsehkameras bei geringer Geschwindigkeit und mit ausgefahrenem Fahrwerk in einer Höhe von 100 Fuß (30 m) am Publikum vorbeifliegen. Er sank dann aber weiter bis auf 30 Fuß (knapp 10 m) und stürzte in die Baumwipfel hinter der Landebahn. Drei Passagiere starben. Die Ursache des Unfalls ist umstritten, da später Unregelmäßigkeiten festgestellt wurden. Dies war der erste Absturz eines Airbus A320.

## Erforschung der Unfallursachen

### Offizieller Bericht
Der offizielle Bericht führt folgende Ursachen für den Unfall an:
- Sehr geringe Flughöhe, niedriger als die umgebenden Hindernisse (Bäume)
- Sehr niedrige Geschwindigkeit, so weit reduziert, um den maximal möglichen Anstellwinkel zu erreichen
- Motoren im Leerlauf während des Fluges
- Viel zu spätes Hochfahren der Triebwerke am Ende der Landebahn

Diese Ursachen führten schließlich zur Berührung mit den Bäumen und zum Absturz.
Ob das zu späte Reagieren der Triebwerke darauf zurückzuführen war, dass die Piloten unerlaubterweise tiefer als geplant geflogen waren, um das neue Fluggerät näher beim Publikum präsentieren zu können, oder ob die Piloten als Folge der unerwarteten Reaktion des Fluggerätes so tief geflogen waren, bleibt umstritten, da Teile der Blackbox-Aufzeichnungen fehlten.
Die Untersuchungskommission ging davon aus, dass der Sinkflug auf unter 100 Fuß nicht beabsichtigt war, sondern auf das Nichtbeachten der visuellen und akustischen Informationen betreffend die Höhe des Flugzeugs zurückzuführen war.

### Umstrittene Punkte

#### Anomalien beim Betrieb des A320
Von dritter Seite in Auftrag gegebene Untersuchungen zweifeln die Schlussfolgerungen der offiziellen Untersuchung an. Der Flugkapitän stellte die Höhenvorwahl auf 100 Fuß ein, während die Videoaufzeichnungen zeigen, dass das Flugzeug auf weniger als 30 Fuß sank. Der Kapitän berichtete auch, dass die Motoren zunächst nicht auf seine Schubverstärkung reagierten. Im Monat vor dem Unfall gab Airbus zwei Operational Engineering Bulletins (OEB) heraus, die über ein anomales Verhalten des A320 berichteten. Diese Bulletins wurden von Air France erst nach dem Unfall an alle Piloten verschickt.

#### OEB 19/1: Unvermögen der Triebwerke, bei niedriger Höhe zu beschleunigen
In dieser OEB wird darauf hingewiesen, dass die Motoren eventuell nicht sofort reagieren, wenn sie bei sehr niedriger Höhe plötzlich auf vollen Schub gestellt werden.

#### OEB 06/2: Über Kreuz-Kontrolle der barometrischen Instrumente
Diese OEB erklärt, dass die barometrisch eingestellte Höhe nicht immer korrekt funktioniert.
Diese Störungen könnten sowohl das Ausbleiben der Erhöhung des Schubes, wie auch das Unvermögen der Mannschaft erklären, den starken Sinkflug zu beenden, als die Maschine unter 100 Fuß in die Bäume hinab sank.

### Unregelmäßigkeiten bei der Untersuchung
Französische Gesetze verlangen heutzutage, dass der Flugdatenschreiber und der Stimmenrekorder (Cockpit Voice Recorder) nach einem Unfall unverzüglich von der Polizei sichergestellt werden müssen. Dieses Gesetz war damals noch nicht in Kraft, weswegen in diesem Fall die Geräte für zehn Tage von der Direction générale de l’aviation civile untersucht werden konnten, bis sie dort schließlich von der Polizei in geöffnetem Zustand beschlagnahmt wurden. Der Behälter für das Magnetband war aufgebrochen worden, so dass nicht einmal überprüft werden konnte, ob es sich noch um das originale Band handelte. Darüber hinaus waren die entscheidenden letzten Sekunden vor dem Absturz auf dem Band ohne Aufzeichnungssignal. In Anbetracht dieser Tatsachen wird im gerichtlichen Bericht davon ausgegangen, dass die Flugschreiber kurz nach dem Absturz manipuliert wurden.
Die Aufnahme des Stimmenaufzeichnungsgerätes offenbart, dass der Kapitän verwundert darüber war, dass die Triebwerke nach dem Gasgeben langsamer reagierten als er das erwartet hatte. Aus dieser Reaktion lässt sich jedoch nicht der Grund für den zu tiefen Flug erschließen.

## Folgen
Der Absturz selbst forderte keine Todesopfer, jedoch kamen durch den nachfolgenden Brand drei der 130 Passagiere ums Leben: Ein Kind, das sich nicht von den Sitzgurten befreien konnte, eine Frau, die diesem Kind helfen wollte, sowie ein behinderter Junge, der nicht selbstständig fliehen konnte.
Der Flugkapitän, der Copilot, zwei Angestellte von Air France und der Präsident des Fliegerclubs, der die Flugschau veranstaltet hatte, wurden wegen fahrlässiger Tötung und fahrlässiger Körperverletzung angeklagt. Alle fünf wurden für schuldig befunden. Der Kapitän wurde zu sechs Monaten Gefängnis verurteilt, die für zwölf Monate auf Bewährung ausgesetzt wurden. Die anderen wurden zu geringen Bewährungsstrafen verurteilt. In der Berufungsverhandlung wurde die Strafe des Kapitäns auf zehn Monate erhöht, zuzüglich zehn weiterer Monate Bewährung. Der Kapitän ging frei aus dem Gerichtssaal und kündigte an, den Kassationsgerichtshof Frankreichs anrufen zu wollen. Dazu hätte er nach französischem Recht zunächst seine Haftstrafe antreten müssen, bevor das oberste Gericht sich mit seinem Fall befassen würde.

## Verfilmung
Im Jahre 2010 wurde der Unfall als dritte Folge der 9. Staffel als Pilot vs. Plane in Englisch und als Der Jungfernflug des A320 in der kanadischen Fernsehserie Mayday – Alarm im Cockpit nachgestellt.